# Bergara
|  | Per la localitat de l'Uruguai, vegeu Vergara (Uruguai) |

Bergara és un municipi de Guipúscoa, al País Basc. Ha estat considerada, històricament, com la capital de l'Alt Deba. La seva ubicació, en l'encreuament de camins entre la via de comunicació de la costa cantàbrica amb l'altiplà castellà per la qual s'exportava la llana, i les rutes que s'endinsaven a Guipúscoa, per Oñati, Elgeta i Zumarraga i a Biscaia, per Elorrio, n'afavorí el creixement i la riquesa econòmica. Amb la irrupció de la indústria a la fi del segle xix i principis del XX, es va convertir en un important centre fabril centrat en la indústria tèxtil i metal·lúrgica. La producció tèxtil hi va arribar a ser tan important i característica que els alanquins s'han denominat blau bergara. Les seves armes són: en camp verd, les claus de sant Pere creuades amb una estrella al damunt i una mitja lluna a sota. El conjunt descansa sobre una barreta, penjant d'aquests tres llistons en or amb una ara sobre un camp vermell.

## Ubicació i accessos
La vila de Bergara se situa a la vall del Deba, al sud-oest de la província de Guipúscoa en el límit amb Biscaia. Situada en un important nus de comunicacions, en l'encreuament de l'autopista AP-1, que a Eibar s'enllaça amb l'AP-8 que recorre la Cornisa Cantàbrica, enllaça amb Sant Sebastià, capital de la província, i la frontera francesa amb Bilbao, capital de Biscaia i ciutat més important del País Basc, i la resta de la cornisa cantàbrica. L'AP-1, per l'extrem sud, arriba a Vitòria, capital d'Euskadi, i la ruta principal per a arribar a Madrid, capital d'Espanya, i l'eix transversal Beasain-Durango.
Bergara es troba equidistant de les tres capitals basques Bilbao, Sant Sebastià i Vitòria. El relleu n'és muntanyenc, amb altures que ronden els 800 msnm i rius que conformen estretes valls, que han estat ocupades pels nuclis poblacionals i la indústria. Bergara limita amb els següents municipis: al nord, amb Soraluze, Eibar i Elgoibar; al sud, amb Arrasate i Oñati; a l'est, amb Antzuola i Azkoitia i a l'oest amb Elgeta i Elorrio (Biscaia).

### Composició
Conformen la vila de Bergara, a més del nucli urbà, una sèrie de barris rurals amb diferents graus d'identitat pròpia, alguns amb independència municipal fins que van ser integrats en la vila. Els barris de Bergara són: 
- San Prudentzio-Elorregi
- San Kristobal
- Goiauzo
- San Juan
- Basalgo
- Elosu
- Kokote
- Arane
- San Migel
- Angiozar
- Ubera
- Osintxu

## La hidrografia i l'orografia

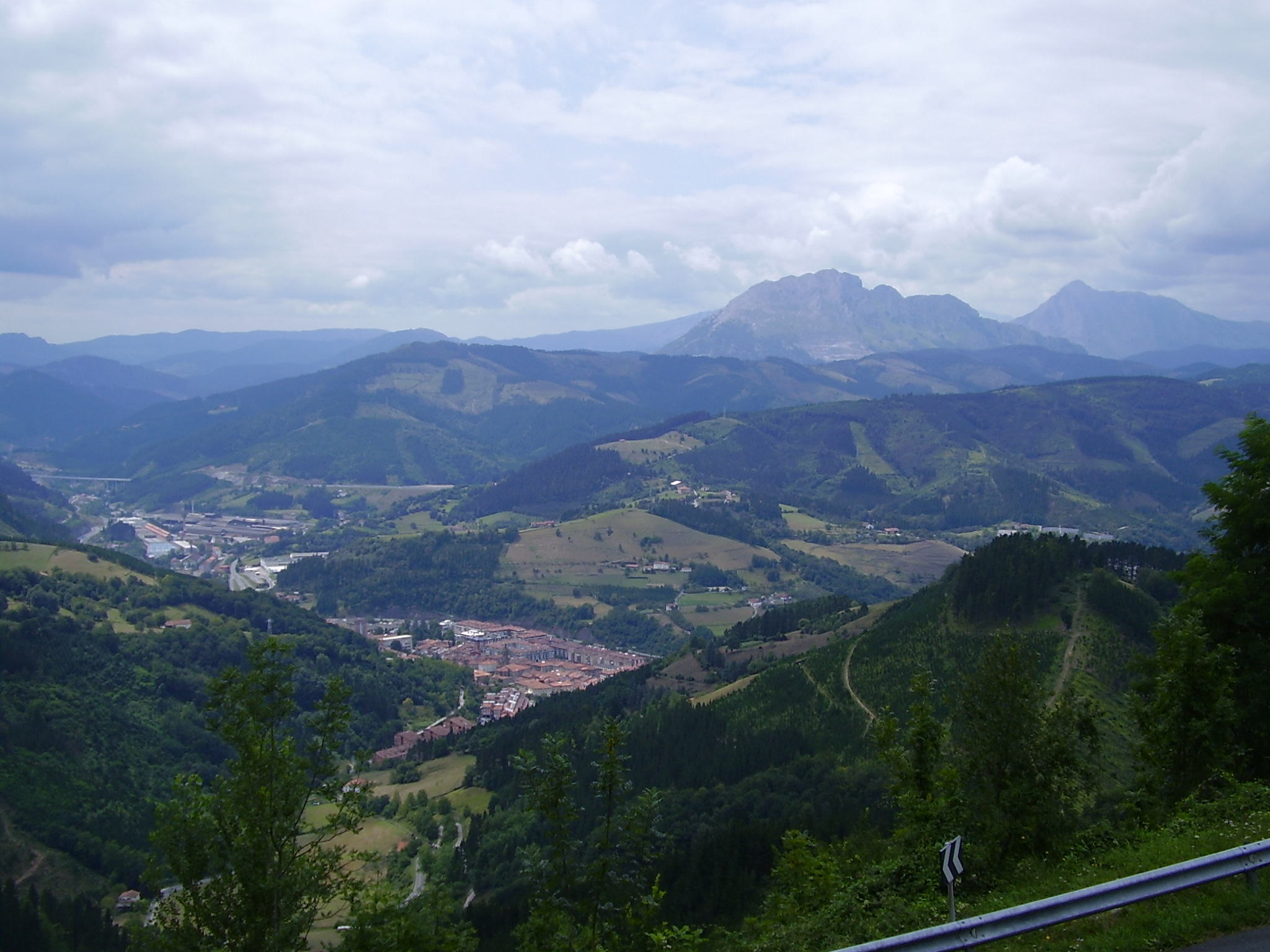
Bergara.

### La hidrografia
Tot el territori municipal de la vila de Bergara pertany a la conca hidrogràfica del riu Deba. Hi desemboquen altres rius i rierols que completen la hidrografia de Bergara. Per la dreta, el Deba rep l'Arantzazu, que procedeix d'Oñati, Antzuola, Arane i Muskiritxu i, per l'esquerra, Epel, Anguiozar i Ubera o San Juan. El Deba, al seu pas per Bergara, travessa diversos ponts. A principis del segle xix, Tomás López, en el seu Diccionari, deia; 
| « | Aquest riu Deba abunda en anguiles, barbs i bogues; el travessen catorze o quinze ponts de tres i quatre ulls; té cinc molins, amb dotze més en els rierols, i una ferreria on es treballen anualment 6 mil arroves de ferro. Hi ha 300 fonts de bona aigua, algunes de marcials o ferruginoses, i una de medicinal anomenada "Eguzquiza", al costat de la d'Anzuola. | » |

### L'orografia
Amb una altitud de 149 msnm, Bergara s'assenta en un terreny de margues cretàciques amb arenisques intercalades. El relleu és molt sever, amb pendents i poques planes, i amb moltes elevacions que ronden els 700 msnm d'altitud. Les cadenes muntanyenques recorren el territori municipal en direcció nord-oest a sud-oest i hi destaquen els cims de l'Elosua, de 709 m, que s'alça sobre el nucli urbà, Iru-tontorreta, Gurutzeaga, Galarraga, Azaldegieta, Goi-mendi i Aingeru-buru. Els vessants de les forests acumulen materials erosionats que creen terres col·luvials, amb abundància de minerals, i fan que la terra en sigui fèrtil. En aquests terrenys, se situen les cases de camp dedicades a l'agricultura, els caserius. Al fons de la vall, hi ha al·luvials de poca extensió. La terra és de la denominada marró calcària, amb humus ric en material orgànic. Als boscos, hi ha un nivell alt d'humitat, que afavoreix la transformació de la matèria orgànica. Estan formats per castanyers, roures i faigs, encara que les pinedes de pi Insignis, destinats a l'explotació forestal, ocupen una gran superfície.

## El clima
La situació de Bergara, al nord de la península Ibèrica, prop de la costa, fa que el seu clima sigui de tipus oceànic temperat. Temperatures suaus amb hiverns i estius suaus, on les temperatures extremes rarament superen els 0 i els 35 °C. Precipitacions molt abundants i uniformement distribuïdes al llarg de l'any; la mitjana anual de precipitació és de 1.300 mm. A les valls es produeix, freqüentment, la inversió tèrmica, que provoca boires i bromeres matinals.

## L'economia
L'economia de Bergara ha estat basada històricament en el comerç i en la indústria metal·lúrgica. La consolidació de Bergara com a cap comarcal i la seva ubicació van ser les causes que el comerç fos un dels motors de l'economia bergaresa. La indústria de la transformació del ferro, des de les antigues ferreries fins als moderns alts forns, ha estat l'altre peu econòmic de la vila. En el segle xix, la metal·lúrgia es va completar amb la indústria tèxtil, que va prendre gran importància. L'agricultura i ramaderia, com tot el sector primari, no han tingut ni tenen gran rellevància. Les labors agrícoles i ramaderes queden com a complement secundari de l'economia familiar i són destinades a l'autoconsum. Els excedents es venen en els mercats de la zona. El desenvolupament industrial ha llevat al camp terres de cultiu i treballadors; s'hi ha donat el procés d'un abandó de les labors del caseriu, que han anat recaient en les etxekoandres (les dones de la casa) per a acudir als tallers; en aquest procés, moltes terres destinades a cultiu o a pastures per al bestiar s'han dedicat a l'explotació forestal, que precisa molt poca cura. Hi ha algunes labors de mineria, pedreres de calcària i d'explotació forestal. El sector de serveis es basa en la centralització com a cap comarcal dels serveis més especialitzats. Encara que Bergara té un important patrimoni monumental, no hi ha una activitat turística rellevant.
El sector primari no té rellevància en l'economia de Bergara. Les activitats agrícoles i ramaderes són escasses i es realitzen en petites explotacions familiars, el típic caseriu basc, que estan destinades a l'autoconsum i a la venda dels excedents en els mercats de la comarca. Els ingressos d'aquestes activitats són considerats com a complement de l'ingrés principal de la llar familiar. L'agricultura i la ramaderia han perdut les millors terres de cultiu i pastura en ser ocupades per les fàbriques en el procés del desenvolupament industrial i, alhora, molts treballadors i treballadores que havien desenvolupat les seves activitats en labors agrícoles i ramaderes les han abandonades per a incorporar-se a la indústria, deixant les explotacions com a mer autoconsum i plantant, en les terres de labor i pastura, boscos i pi insigne destinat a l'explotació forestal. Hi ha un viver industrial de guatlles que suposa l'única activitat rellevant d'aquest sector i alguna explotació minera a cel obert en extracció de pedra calcària.
El sector secundari és el principal motor econòmic del municipi. Des de la fundació de la vila, s'ha treballat i produït el ferro en ferreries que manufacturaven diversos productes. En el segle xix, s'implanta la indústria moderna, que té el seu inici l'any 1841 amb el procés de trasllat de duanes. Els capitals procedents del comerç s'inverteixen en diverses indústries pertanyents -principalment- a dos subsectors, a l'històric de la metal·lúrgia i al tèxtil. L'impacte de la indústria tèxtil va ser tan rellevant que Bergara es coneix amb l'àlies de la vila maonera, i al blau maó se l'anomenava blau bergara. El sector tèxtil s'estableix a la vila el 1846 amb la creació de la societat Fois, Silva, Blanc i Cia., que en aquell temps seria la cotonera San Antonio, SA., que produiria teixits a gran escala. Al voltant d'aquesta companyia, se n'estableixen moltes altres, tintoreries i teixidories. El desenvolupament d'aquesta branca industrial va tenir el seu zenit després de la Segona Guerra Mundial. Complementen la fabricació tèxtil la manufactura del cuir i la producció d'espardenyes, però aquestes ja de manera reduïda i dintre de l'àmbit familiar.
Encara que fou al segle xix quan s'implantà la indústria tèxtil, ja hi havia certa tradició en la fabricació de teixits en la vila. L'Arxiu General de Simancas guarda un document en què els Reis Catòlics confirmen unes ordenances de los hazedores de los trapos de Vergara, de l'any 1497. El sector metal·lúrgic, que es va mantenir sota formes artesanals fins ben entrat el segle xix, té el seu punt d'inflexió en el 1860, amb el naixement de la companyia Vergarajauregi, Resusta i Cia (embrió de la Unión Cerrajera). Aquesta societat es va instal·lar en la veïna vila de Mondragón, però va situar a Bergara la seva planta de producció d'acer, que constava de 2 alts forns alimentats per carbó vegetal. Aquesta planta va ser l'anomenada Alts Forns de Bergara. S'hi va desenvolupar, amb el pas del temps, una important indústria metal·lúrgica de manufactura amb una activitat similar a la de la resta de la comarca de l'Alt Deba i de la veïna Baix Deba. Hi ha fàbriques de màquines eina, accessoris de l'automòbil, cargoleria, forja, fosa i electrodomèstics. L'activitat cooperativa, principalment del Grup Mondragón, hi és molt important. Hi ha petites centrals hidroelèctriques i alguna instal·lació de transformació fustera i farinera. En el sector serveis, la consolidació de Bergara com a cap de comarca i cap judicial ha servit perquè el desenvolupament comercial sigui important; encara manté tres fires anuals importants. Els serveis estan dedicats a les necessitats de la ciutadania i de la important indústria del municipi. Tot i tenir un rellevant patrimoni monumental, no té desenvolupada l'activitat turística.

## La història
Els monuments megalítics que s'han trobat al territori municipal o en els seus voltants testimonien que les terres de Bergara ja van ser poblades en la prehistòria. Aquestes restes arqueològiques són dòlmens i túmuls situats en estacions megalítiques a Udala-Intxortas i Elosua-Placencia (Karakate). Els jaciments van ser estudiats en la dècada dels anys 20 del segle XX per José Miguel de Barandiarán, Telesforo de Aranzadi i Enrique Eguren. La primera referència documental de Bergara és de l'any 1050, relacionada amb la donació al monestir de San Juan de la Peña d'unes terres que pertanyien, fins llavors, al monestir de San Miguel de Ariceta, realitzada per Sanç III de Navarra.

### L'edat mitjana, fundació de la vila
El 1200, les terres de Guipúscoa s'incorporen a la corona castellana i comença un procés de fundació de viles que anirien conformant les rutes que unien les costes del Cantàbric amb l'altiplà castellà, promovent d'aquesta manera el comerç. La vall del riu Deba és el pas natural entre la costa i la plana alabesa i l'altiplà castellà; per aquesta via, s'exportaria la llana dels grans ramats castellans a Anglaterra i entraria el ferro necessari per a les ferreries. En aquest context històric, Alfons X el Savi funda, a l'indret conegut com a San Pedro de Ariznoa, la vila de Villanueva de Vergara el 30 de juliol de 1268 i li atorga el fur de Vitòria. La forma de regència era en concejo obert.
Amb l'objectiu d'un ràpid creixement poblacional i l'enfortiment de la fundació, que servia de nucli de comerç i defensa, es van donant diferents privilegis, el 27 de maig del 1273: el mateix rei fundador atorga, a Àvila, als veïns de la vila, el privilegi de l'exempció de pit. Més endavant, el 20 de maig de 1344, a Sevilla, Alfons XI permet ser veïns de la vila de Bergara aquells que, residint-ne fora, així ho vulguin, conservant les seves propietats i residències.

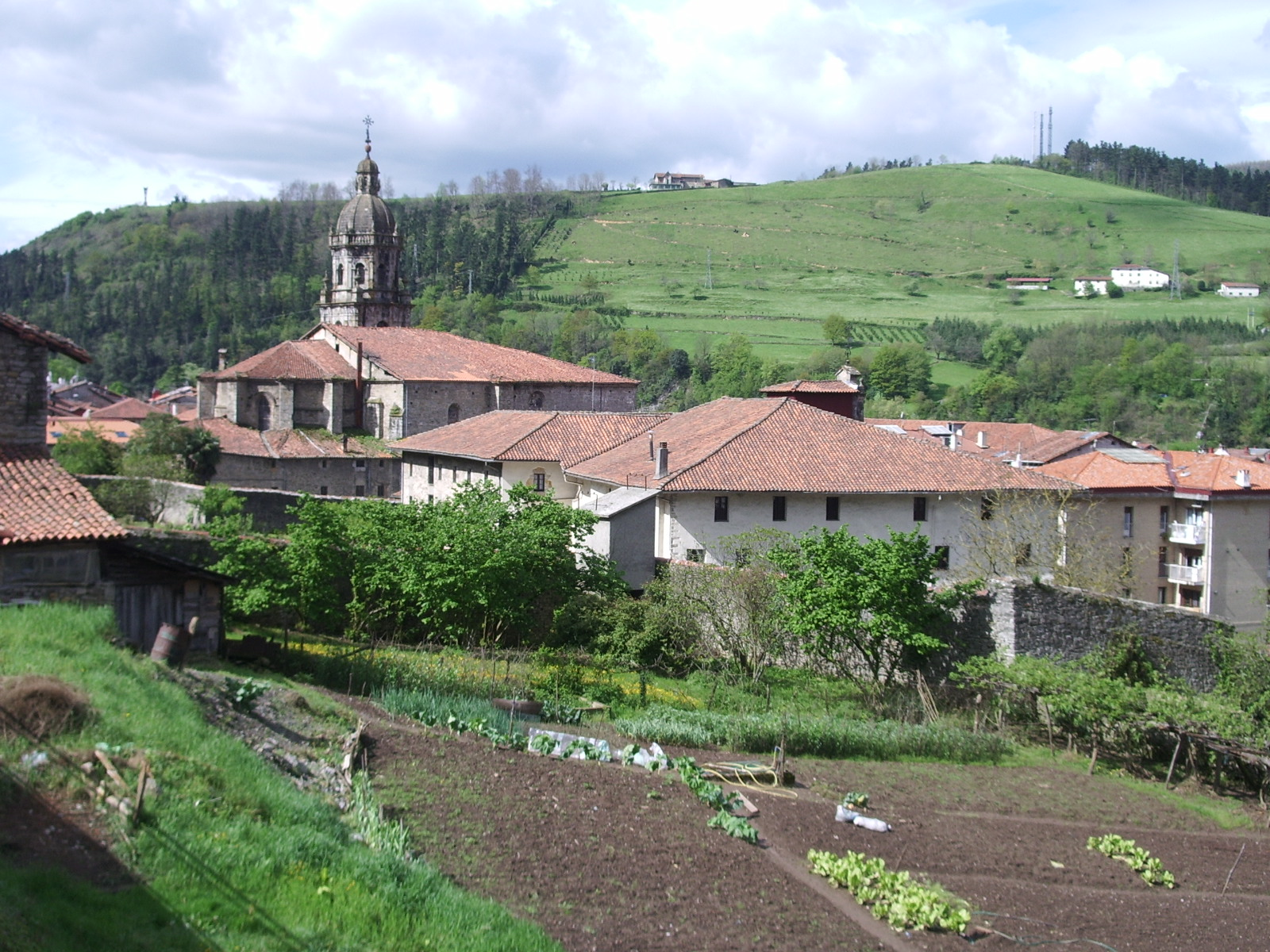
Església de San Pedro de Ariznoa.

El 16 de juny del 1348, el poble parroquial de Santa Marina de Oxirondo s'incorpora a Bergara mitjançant escriptura de concòrdia atorgada en l'església de San Pedro, davant Fortún Ortiz, escrivà de Mondragón i confirmada per Enric II de Castella a Burgos, el 10 de setembre del 1373. El poble parroquial d'Uzarraga s'uneix a la vila en el 1391. En les Guerres de Bàndols, hi prenen part les famílies dels Ozaeta i els Gabiria. Els Reis Catòlics aproven les Ordenances per al bon govern local el 1490, però la representativitat dels diferents ens que formen la vila és una font de conflictes que fa que, al juliol del 1497, s'hagi de redactar un conveni que seria signat pels reis Catòlics. L'any 1506, s'aproven les Ordenances contra el foc i en 1518 les que regulen la reedificació de les cases. La vila consta ja del nucli urbà i dos ravals, Videcuruceta i Masterreca. Se sap que, cap a l'any 1200, al mont Elosua, a prop de l'església de San Andrés, va haver-hi un castell.

### L'edat moderna
El comerç va ser el principal motor econòmic de Bergara durant molt de temps. Se celebraven tres mercats de blat a la setmana, que atreien molta gent dels voltants i fomentava una bona oferta d'hostalatge. El comerç es complementava amb una incipient indústria metal·lúrgica basada en les nombroses ferreries que hi havia en el territori municipal. Les condicions de combustible (llenya dels boscos) i energia (rius i rierols), així com de mineral de ferro, portat en barcasses pel Deba i en carros fins a Bergara, eren òptimes per a la producció de ferro i la seva transformació en eines, arreus i armes, tant blanques (els ganiveters van arribar a tenir la seva pròpia confraria) com de foc.
La bonança econòmica va donar lloc a la construcció de nombrosos edificis, tant civils -residències de nobles, comerciants i funcionaris- com religiosos. En el segle xvii, es construeix la casa consistorial, obra de Lucas de Longa; l'església de San Pedro, enriquida el 1626 per l'escultura, regal de Juan de Irazábal, comptador real a Sevilla, del Crist de l'Agonia de Juan de Mesa; l'església de Santa Marina; s'amplia la plaça de San Martín de Aguirre. L'any 1629, se separa Antzuola i poc després intenta fer-ho, sense èxit, el poble parroquial d'Oxirondo. En el segle xviii, s'hi produeix un enfortiment cultural: es crea la Reial Societat Bascongada d'Amics del País, que s'estableix en l'antic col·legi de la Companyia de Jesús, que havia estat expulsada d'Espanya per mandat de Carles III, un centre on posar en pràctica les seves idees d'il·lustrades. El centre funciona excel·lentment i assoleix atreure, especialment a les càtedres de Química i Mineralogia, grans científics com Joseph Louis Proust o Pierre François Chavaneau.
L'any 1783, els germans Juan José i Fausto Elhuyar i Zubice descobreixen, als seus laboratoris, el wolframi. El 1799, es funda el col·legi femení de la Companyia de Maria. En aquest segle, es transforma el camí ral perquè hi puguin transitar cotxes; aquest camí seria part de la via de comunicació principal amb França i Europa. El 1718, els habitants de Bergara es van rebel·lar contra l'intent de Felip V de posar-hi duanes. El 1766, van rebutjar la Matxinada, posant-se al costat del rei. En el context de la guerra de Convenció, les tropes franceses van ocupar la vila al novembre de 1794, d'on van ser expulsades al desembre per una tropa a comandament del bergarès Gabriel Mendizábal, que seria nomenat heroi d'Alba de Tormes.

### L'edat contemporània
El s. XIX fa sentir les seves turbulències a Bergara amb les Guerres Carlines. Va prendre'n part en les dues primeres, on es va arribar a lluitar als seus carrers. El 31 d'agost de 1839, se signa a Bergara el tractat de pau que posaria fi a la Primera Guerra Carlina. El tractat va ser signat pels generals Rafael Maroto i Baldomero Espartero, els quals es van abraçar; és per això que aquest fet és conegut com l'abraçada de Bergara. El lloc, anomenat Aseurrunz-bide azpiko soluase, passà a dir-se Camp de l'Abraçada o Camp del Conveni.
A la meitat d'aquest mateix segle, en el 1846, es funda la Cotonera de San Antonio, que donaria inici a la rellevant indústria tèxtil que s'ha assentat a la vila. Es nomena la vila cap de partit judicial i es dota de jutjats, presó i escoles, així com d'un nou cementiri. Se n'amplien passejos i places. L'1 de juliol del 1888, arriba a Bergara el ferrocarril, la línia Durango-Zumarraga, pertanyent a la companyia Ferrocarriles Vascongados. L'any 1918, la companyia Anglo-Basco-Navarresa inaugura la seva línia Bergara-Vitòria i la uneix a l'estació de Mekolalde. A començament del segle XX i a l'ombra de la Unión Cerrajera, situada en la veïna vila de Mondragón, es creen els Alts Forns i amb aquests neix un barri nou. D'altra banda, el desembre de 1925 estava sol·licitada oficialment l'annexió de la vall d'Anguiozar i el barri d'Ubera. Fets els tràmits que marca la llei, l'Ajuntament de Bergara, amb acord del 23 d'abril de 1927, va acceptar íntegrament les condicions d'annexió, conformement a les quals també l'Ajuntament d'Elgeta, amb data 24 de març del 1927, va acceptar i aprovar la proposta d'aquesta segregació d'Elgeta i la incorporació a Bergara.
Bergara va caure aviat en mans dels alçats contra la legalitat republicana; l'octubre del 1936, la vila estava completament en mans de les tropes feixistes i les seves indústries fabricaven per a l'exèrcit franquista. En el mateix nucli urbà de Bergara, es van situar les bateries de l'artilleria que bombardejaven el front d'Elgeta. Els barris d'Angiozar i Ubera es van convertir en la primera línia de front durant tot l'hivern de 1936-1937.
Al llarg de les dècades dels anys 50 i 60, s'hi va produir un gran desenvolupament industrial que va comportar un augment de la població, amb l'arribada a la vila de ciutadans procedents d'altres regions espanyoles. Aquest desenvolupament es va traduir en la construcció dels barris de Martokua, Sant Lorezo i Matxiategi. Es creen i amplien serveis i se situa, a l'antic seminari, la seu de la Universitat a Distància. A la fi del segle XX i començaments del XXI, una vegada resolta la crisi industrial, s'amplien els equipaments de tota classe reutilitzant edificacions existents. Al parc de ferralla dels Alts Forns, es construeix un poliesportiu i, al palau Rotalde, la casa de cultura.

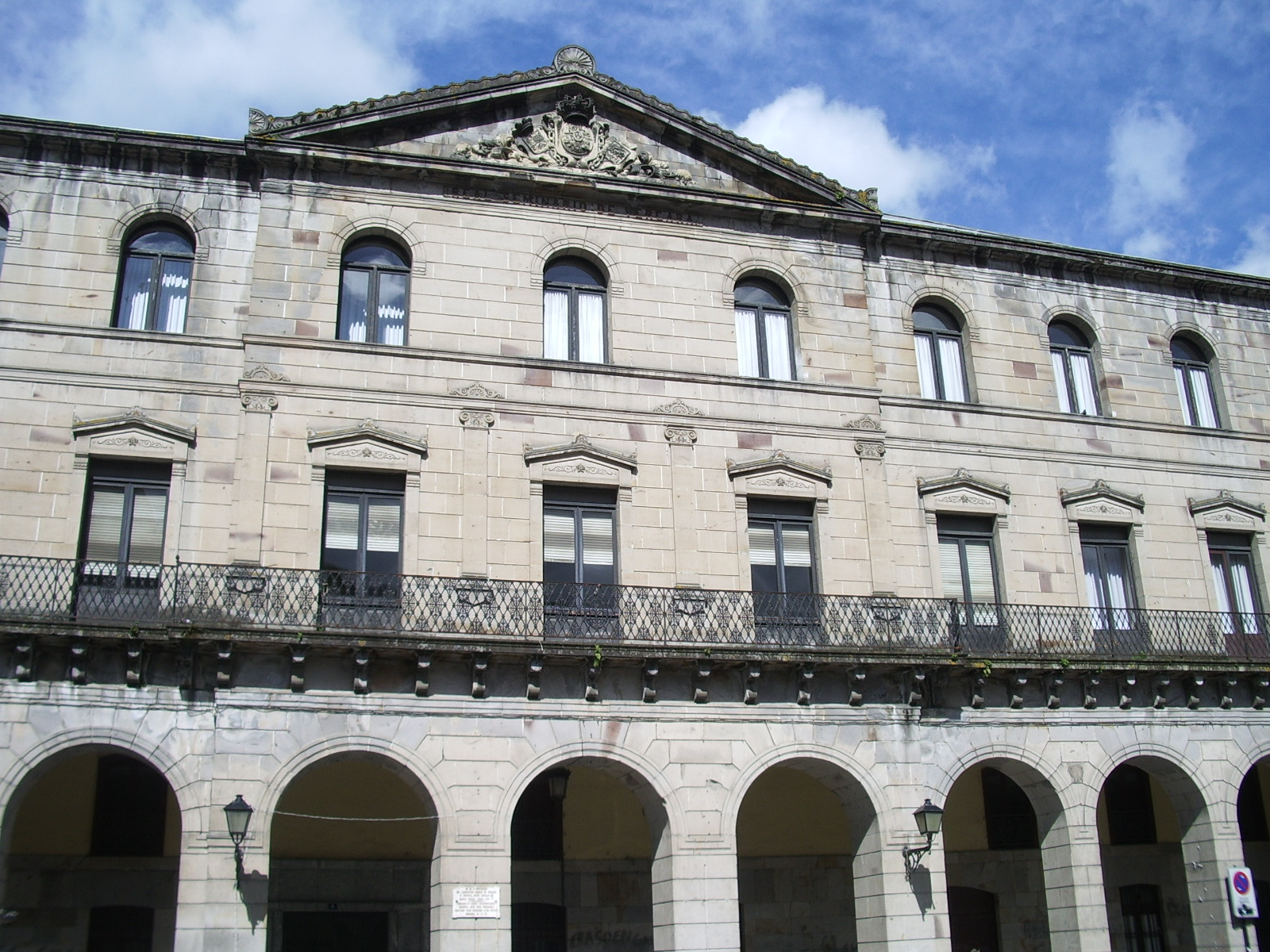
Reial Seminari de Bergara.

### L'èuscar
A Bergara, es parlen l'eusquera i el castellà. L'ús d'aquestes llengües per la població és el següent: 
- Usa habitualment l'eusquera el 41,8% de la població.
- Usa habitualment el castellà el 38,2% de la població.
- Usen habitualment ambdues indistintament el 19,5% de la població.[1]

El saben: 
- Sap eusquera el 70,1% de la població.
- Sap castellà el 100% de la població.
- Sap només castellà el 19,4% de la població.
- Són bilingües passius el 10,5% de la població.[1]

Des del 1986, en què es va crear el servei d'eusquera en l'ajuntament, s'ha impulsat la normalització de la llengua, que té dos vessants: d'una banda, l'ús dins del mateix ajuntament i, de l'altra, el foment del seu ús públic. El 1990, s'hi va engegar el primer Pla General per a la normalització d'ús de l'eusquera, en el qual es marcaven els perfils lingüístics per als llocs de treball municipals. L'any 1995, s'hi va aprovar en pla AEBE, que fomentava l'ús en l'àmbit municipal, cosa que ha dut a convertir l'administració local en bilingüe. S'han realitzat altres acords en altres àmbits, buscant els mateixos objectius. S'hi ha elaborat el Pla general per a la normalització de l'eusquera 2003-2007.

## Personatges il·lustres
- En Marcial Aguirre Lazcano (1840-1900), escultor. Entre les seves obres, destaquen el bust de Pius IX, l'estàtua de Churruca a Mutriku, la d'Oquendo a Sant Sebastià i el Jugador Napolità.
- En Juan Hermenegildo Aguirre (1710-1785) geògraf.
- En Fray Martín de la Ascensión Aguirre (1567-1597), religiós franciscà i missioner. Va exercir les seves missions a Manila i Japó. Va ser canonitzat el 8 de juny del 1862.
- N'Antonio Áraoz (1516-1573), religiós jesuïta company de Sant Ignasi de Loiola. Va arribar a ser comissari general de la Companyia de Jesús a Espanya. Va ser confessor del papa Marcel II, quan era cardenal de Joana de Portugal, filla de Carles V.
- En Domingo Martínez de Irala, conegut com El capità de Bergara (1500-1571), expedicionari i explorador. Governador general del Riu de la Plata en el 1556. Va formar part de la fundació de Buenos Aires i va explorar el riu Paraná i va descobrir Paraguai. Va fundar la població de la Candelaria el 1537.
- En Telesforo María de Monzón (1826-1889), doctor en dret civil i canònic. Va ser director del Reial Seminari de Bergara i de l'Institut provincial de Guipúscoa. Va formar part de la Reial Acadèmia de la Història i va ser diputat de Corts i diverses vegades alcalde de Bergara.
- En Melchor Sánchez Toca (1804-1880), metge cirurgià. Catedràtic de medicina operatòria i clínica de la universitat de San Carlos, i membre i president de la Reial Acadèmia de Medicina. Va ser metge de cambra d'Isabel II, que el va nomenar marquès de Toca.
- En Telesforo de Monzón (1904-1981), polític. Històric dirigent del PNB i fundador d'Herri Batasuna.
- En Julián de Tellaeche (1884-1957), pintor.
- En Telesforo de Aranzadi (1860-1945), antropòleg i etnòleg.
- En Remigio Mugica Mugica (1866-1958), músic i professor.
- En Juan Bautista Elustiza Gantxegi (1885-1919), organista i musicòleg.